# Tàu điện ngầm Seoul tuyến 6
Tàu điện ngầm Seoul tuyến số 6 (Tiếng Hàn: 서울 지하철 6호선 Seoul Jihacheol Yukhoseon , Hanja: 서울 地下鐵 6號線) là tuyến tàu điện ngầm của Tàu điện ngầm Seoul. Màu được sử dụng cho tuyến là màu ■ Đất son.

## Tổng quan
Các tuyến nối Eunpyeong-gu và Jungnang-gu là chữ U, chạy qua Yongsan-gu và Seongbuk-gu. Nó không băng qua sông Hán. Nó chủ yếu dùng để nối các vùng ngoại ô Seoul và làm giảm lưu lượng trên các tuyến khác.
Các tuyến chủ yếu hoạt động giữa Eungam và Bonghwasan. Khi tàu đến Eungam, nó sẽ tạo nên thành một vòng tròn khép kín được gọi là "Eungam vòng". Sau khi đi qua các trạm của Eungam vòng theo chiều ngược kim đồng hồ, tàu sẽ đến Eungam một lần nữa, từ đó tiếp tục đến Bonghwasan.
Tuyến bắt đầu công trình xây dựng vào 1994. Một phần ngắn của tuyến từ Bonghwasan đến Sangwolgok mở cửa vào tháng 8 năm 2000 trong khi các phần còn lại mở cửa vào tháng 12 cùng năm. Tuy nhiên, không phải cho đến tháng 3 năm 2001 toàn bộ tuyến hoạt động hoàn toàn từ Itaewon đến Yaksu.
Khi mở cửa Tuyến Gyeongchun vào tháng 12 năm 2010, Seoul Metro thực hiện kế hoạch mở rộng 1 km về phía Đông nối Tuyến Gyeongchun tại Ga Sinnae mới, nằm gần cảng Sinnae hiện nay. Nhà ga đang được xây dưng và lên kế hoạch mở của vào 2014 nhưng nó phải hoàn thành sớm vào 2013.

## Du lịch
Vào tháng 1 năm 2013, Tổng công ty đường sắt cao tốc đô thị Seoul, xuất bản sách hướng dẫn miễn phí gồm ba ngôn ngữ: Tiếng Anh, Tiếng Nhật và Tiếng Trung (giản thể và phồn thể), trong đó có tám tour du lịch cũng như đề xuất cho thuê phòng, nhà hàng và trung tâm mua sắm. Các chuyến du lịch được thiết kế với nhiều chủ đề khác nhau dọc theo tuyến tàu điện ngầm, ví dụ: Văn hóa truyền thống Hàn Quốc. Đi từ Ga Jongno 3-ga đến Ga Anguk và Ga Gyeongbokgung ở đó trưng bày cửa hàng đồ cổ và phòng trưng bày nghệ thuật của Insa-dong.

## Bản đồ tuyến
|  |  |  |

|  |  |  |  |  |

|  |  |  |  |  |

|  |  |  |  |  |

|  |  |  |

|  |  |  |

|  |  |  |

|  |  |  |  |  |

| 0.0 |
| 6.6 |

|  |  |  |

|  |  |  |

|  |  |  |  |  |

|  |  |  |  |  |

|  |  |  |

|  |  |  |  |  |

|  |

|  |

|  |  |  |  |  |

|  |

|  |

|  |  |  |  |  |

|  |  |  |  |  |

|  |  |  |  |  |

|  |  |  |  |  |  |  |

|  |  |  |  |  |  |  |

|  |  |  |  |  |

|  |  |  |  |  |  |  |

|  |  |  |  |  |

|  |  |  |  |  |

|  |  |  |  |  |

|  |

|  |

|  |

|  |

|  |  |  |  |  |

|  |  |  |  |  |

|  |  |  |  |  |

|  |  |  |  |  |

|  |  |  |  |  |

|  |

|  |  |  |  |  |

|  |

|  |

|  |

|  |

|  |

|  |  |  |  |  |

|  |  |  |  |  |

|  |  |  |  |  |

|  |  |  |

|  |

|  |

|  |

|  |  |  |  |  |

|  |  |  |

|  |

|  |  |  |

|  |  |  |  |  |

|  |  |  |  |  |

|  |  |  |  |  |

|  |  |  |

|  |  |  |

|  |  |  |

|  |  |  |  |  |

| 0.0 |
| 6.6 |

|  |  |  |

|  |  |  |

|  |  |  |  |  |

|  |  |  |  |  |

|  |  |  |

|  |  |  |  |  |

|  |

|  |

|  |  |  |  |  |

|  |

|  |

|  |  |  |  |  |

|  |  |  |  |  |

|  |  |  |  |  |

|  |  |  |  |  |  |  |

|  |  |  |  |  |  |  |

|  |  |  |  |  |

|  |  |  |  |  |  |  |

|  |  |  |  |  |

|  |  |  |  |  |

|  |  |  |  |  |

|  |

|  |

|  |

|  |

|  |  |  |  |  |

|  |  |  |  |  |

|  |  |  |  |  |

|  |  |  |  |  |

|  |  |  |  |  |

|  |

|  |  |  |  |  |

|  |

|  |

|  |

|  |

|  |

|  |  |  |  |  |

|  |  |  |  |  |

|  |  |  |  |  |

|  |  |  |

|  |

|  |

|  |

|  |  |  |  |  |

|  |  |  |

|  |

## Ga
| Số ga | Tên ga                                                | Tên ga                      | Tên ga                      | Chuyển tuyến       | Khoảng cách | Tổng khoảng cách | Vị trí | Vị trí       |
| Số ga | Tiếng Anh                                             | Hangul                      | Hanja                       | Chuyển tuyến       | Khoảng cách | Tổng khoảng cách | Vị trí | Vị trí       |
| ----- | ----------------------------------------------------- | --------------------------- | --------------------------- | ------------------ | ----------- | ---------------- | ------ | ------------ |
| 610   | Eungam                                                | 응암                        | 鷹岩                        |                    | ---         | 0.0              | Seoul  | Eunpyeong-gu |
| 611   | Yeokchon                                              | 역촌                        | 驛村                        |                    | 1.1         | 1.1              | Seoul  | Eunpyeong-gu |
| 612   | Bulgwang                                              | 불광                        | 佛光                        | (322)              | 0.8         | 1.9              | Seoul  | Eunpyeong-gu |
| 613   | Dokbawi                                               | 독바위                      | 독바위                      |                    | 0.9         | 2.8              | Seoul  | Eunpyeong-gu |
| 614   | Yeonsinnae                                            | 연신내                      | 연신내                      | (321)              | 1.4         | 4.2              | Seoul  | Eunpyeong-gu |
| 615   | Gusan                                                 | 구산                        | 龜山                        |                    | 0.9         | 5.1              | Seoul  | Eunpyeong-gu |
| 610   | Eungam                                                | 응암                        | 鷹岩                        |                    | 1.5         | 6.6              | Seoul  | Eunpyeong-gu |
| 616   | Saejeol (Sinsa)                                       | 새절 (신사)                 | 새절 (新寺)                 |                    | 0.9         | 7.5              | Seoul  | Eunpyeong-gu |
| 617   | Jeungsan (Đại học Myongji)                            | 증산 (명지대앞)             | 繒山 (明知大앞)             |                    | 0.9         | 8.4              | Seoul  | Eunpyeong-gu |
| 618   | Digital Media City                                    | 디지털미디어시티            | 디지털미디어시티            | (K316) (A04)       | 1.1         | 9.5              | Seoul  | Eunpyeong-gu |
| 619   | Sân vận động World Cup (Seongsan)                     | 월드컵경기장 (성산)         | 월드컵競技場 (城山)         |                    | 0.8         | 10.3             | Seoul  | Mapo-gu      |
| 620   | Văn phòng Mapo-gu                                     | 마포구청                    | 麻浦區廳                    |                    | 0.8         | 11.1             | Seoul  | Mapo-gu      |
| 621   | Mangwon                                               | 망원                        | 望遠                        |                    | 1.0         | 12.1             | Seoul  | Mapo-gu      |
| 622   | Hapjeong                                              | 합정                        | 合井                        | (238)              | 0.8         | 12.9             | Seoul  | Mapo-gu      |
| 623   | Sangsu                                                | 상수                        | 上水                        |                    | 0.8         | 13.7             | Seoul  | Mapo-gu      |
| 624   | Gwangheungchang (Seogang)                             | 광흥창 (서강)               | 廣興倉 (西江)               |                    | 0.9         | 14.6             | Seoul  | Mapo-gu      |
| 625   | Daeheung (Đại học Sogang)                             | 대흥 (서강대앞)             | 大興 (西江大앞)             |                    | 1.0         | 15.6             | Seoul  | Mapo-gu      |
| 626   | Gongdeok                                              | 공덕                        | 孔德                        | (529) (K312) (A02) | 0.9         | 16.5             | Seoul  | Mapo-gu      |
| 627   | Công viên Hyochang                                    | 효창공원앞                  | 孝昌公園앞                  | (K311)             | 0.9         | 17.4             | Seoul  | Yongsan-gu   |
| 628   | Samgakji                                              | 삼각지                      | 三角地                      | (428)              | 1.2         | 18.6             | Seoul  | Yongsan-gu   |
| 629   | Noksapyeong (Văn phòng Yongsan-gu)                    | 녹사평 (용산구청앞)         | 綠莎坪 (龍山區廳)           |                    | 1.1         | 19.7             | Seoul  | Yongsan-gu   |
| 630   | Itaewon                                               | 이태원                      | 梨泰院                      |                    | 0.8         | 20.5             | Seoul  | Yongsan-gu   |
| 631   | Hangangjin                                            | 한강진                      | 漢江鎭                      |                    | 1.0         | 21.5             | Seoul  | Yongsan-gu   |
| 632   | Beotigogae                                            | 버티고개                    | 버티고개                    |                    | 1.0         | 22.5             | Seoul  | Jung-gu      |
| 633   | Yaksu                                                 | 약수                        | 藥水                        | (333)              | 0.7         | 23.2             | Seoul  | Jung-gu      |
| 634   | Cheonggu                                              | 청구                        | 靑丘                        | (537)              | 0.8         | 24.0             | Seoul  | Jung-gu      |
| 635   | Sindang                                               | 신당                        | 新堂                        | (206)              | 0.7         | 24.7             | Seoul  | Jung-gu      |
| 636   | Dongmyo                                               | 동묘앞                      | 東廟앞                      | (127)              | 0.6         | 25.3             | Seoul  | Jongno-gu    |
| 637   | Changsin                                              | 창신                        | 昌信                        |                    | 0.9         | 26.2             | Seoul  | Jongno-gu    |
| 638   | Bomun                                                 | 보문                        | 普門                        | (S121)             | 0.8         | 27.0             | Seoul  | Seongbuk-gu  |
| 639   | Anam (Bệnh viện Đại học Hàn Quốc)                     | 안암 (고대병원앞)           | 安岩 (高大病院앞)           |                    | 0.9         | 27.9             | Seoul  | Seongbuk-gu  |
| 640   | Đại học Hàn Quốc (Jongam)                             | 고려대 (종암)               | 高麗大 (鐘岩)               |                    | 0.8         | 28.7             | Seoul  | Seongbuk-gu  |
| 641   | Wolgok (Đại học nữ sinh Dongduk)                      | 월곡 (동덕여대)             | 月谷 (同德女大)             |                    | 1.4         | 30.1             | Seoul  | Seongbuk-gu  |
| 642   | Sangwolgok (Viện Khoa học và Công nghệ Hàn Quốc–KIST) | 상월곡 (한국과학기술연구원) | 上月谷 (韓國科學技術硏究院) |                    | 0.8         | 30.9             | Seoul  | Seongbuk-gu  |
| 643   | Dolgoji                                               | 돌곶이                      | 돌곶이                      |                    | 0.8         | 31.7             | Seoul  | Seongbuk-gu  |
| 644   | Seokgye                                               | 석계                        | 石溪                        | (120)              | 1.0         | 32.7             | Seoul  | Nowon-gu     |
| 645   | Taereung                                              | 태릉입구                    | 泰陵入口                    | (717)              | 0.8         | 33.5             | Seoul  | Nowon-gu     |
| 646   | Hwarangdae (Đại học Nữ sinh Seoul)                    | 화랑대 (서울여대입구)       | 花郞臺 (서울女大入口)       |                    | 0.9         | 34.4             | Seoul  | Nowon-gu     |
| 647   | Bonghwasan (Trung tâm Y tế Seoul)                     | 봉화산 (서울의료원)         | 烽火山 (서울醫療院)         |                    | 0.7         | 35.1             | Seoul  | Jungnang-gu  |
| 648   | Sinnae                                                | 신내                        | 新內                        | (P122)             | 1.3         | 36.4             | Seoul  | Jungnang-gu  |

## Ga trung chuyển
- 612 Ga Bulgwang -  Tuyến 3
- 614 Ga Yeonsinnae -  Tuyến 3
- 618 Ga Digital Media City -  Tuyến Gyeongui–Jungang /  Đường sắt sân bay
- 622 Ga Hapjeong -  Tuyến 2
- 626 Ga Gongdeok -  Tuyến 5 /  Tuyến Gyeongui–Jungang /  Đường sắt sân bay
- 627 Ga Công viên Hyochang -  Tuyến Gyeongui–Jungang
- 628 Ga Samgakji -  Tuyến 4
- 633 Ga Yaksu -  Tuyến 3
- 634 Ga Cheonggu -  Tuyến 5
- 635 Ga Sindang -  Tuyến 2
- 636 Ga Dongmyo -  Tuyến 1
- 638 Ga Bomun -  Tuyến Ui-Sinseol
- 644 Ga Seokgye -  Tuyến 1
- 645 Ga Taereung -  Tuyến 7
- 648 Ga Sinnae -  Tuyến Gyeongchun

## Vị trí
- Eunpyeong-gu, Seoul: Eungam (610) ~ Digital Media City (618) (9/39)
- Mapo-gu, Seoul: Sân vận động World Cup (619) ~ Gongdeok (626) (8/39)
- Yongsan-gu, Seoul: Công viên Hyochang (627) ~ Hangangjin (631) (5/39)
- Jung-gu, Seoul: Beotigogae (632) Sindang (635) (4/39)
- Jongno-gu, Seoul: Dongmyo (636) ~ Changsin (637) (2/39)
- Seongbuk-gu, Seoul: Bomun (638) ~ Dolgoji (643) (6/39)
- Nowon-gu, Seoul: Seokgye (644) ~ Hwarangdae (646) (3/39)
- Jungnang-gu, Seoul: Bonghwasan (647) ~ Sinnae (648) (2/39)